# La Lumière de l'Asie
La Lumière de l’Asie, sous-titré La Grande renonciation, est un livre d’Edwin Arnold dont la première édition a été publiée à Londres en juillet 1879.
Sous la forme d’un poème épique, le livre tente de décrire la vie et l’époque du prince Siddhartha Gautama qui, après avoir atteint l’éveil, devint le Bouddha, l’Éveillé. Le livre décrit sa vie, sa personnalité et sa philosophie dans une série de vers. Il s’agit d’une adaptation libre du Lalitavistara.
Quelques décennies avant la publication de l’œuvre, hors de l’Asie, très peu de choses étaient connues à propos du Bouddha et du bouddhisme, la religion qu’il a fondé et qui existait depuis environ vingt-cinq siècles. Le livre d’Arnold fut l’un des premiers essais réussis de populariser le bouddhisme auprès d’un lectorat occidental, .
Le livre a été très bien accueilli dès sa première édition et a été l’objet de plusieurs comptes-rendus critiques. Il a été traduit en plusieurs langues.

## Contenu
Les six premiers chapitres traitent du début de la vie du Bouddha : la naissance de Siddhartha, prince de Kapilavastu ; son obtention de la connaissance directe des souffrances de l’humanité ; son recours à la méditation ; et sa transformation ultime en tant qu’Éveillé après de longues années de méditation.
Les chapitres suivants parlent des voyages du Bouddha et les éléments importants du message qu’il propagea sont discutés  ; par exemple, que la souffrance est un aspect intrinsèque de l’existence ; que l’avidité envers la sensualité et l’identité est à la racine de la souffrance ; et que l’on peut mettre un terme à la souffrance. Comment se libérer de la souffrance ? Cela nécessite une compréhension juste ; une pensée juste ; une parole juste ; une action juste ; des moyens d’existence justes ; un effort juste ; une attention juste ; et une concentration juste. Tout au long de ses pérégrinations, principalement dans l’est de l'Inde, le Bouddha Gautama a été rejoint par des milliers de disciples et d’admirateurs de toutes les couches de la société.

## Adaptations
Le livre servit de base à l’oratorio homonyme de Dudley Buck, représenté pour la première fois en 1887.
Une adaptation cinématographique du poème fut réalisée en 1928 par Franz Osten et Himanshu Rai sous le titre original Prem Sanyas (titre français : La Lumière de l'Asie).

### Source
- (en) Cet article est partiellement ou en totalité issu de l’article de Wikipédia en anglais intitulé « The Light of Asia » (voir la liste des auteurs).